# Liste des véhicules de Renault Trucks

Logo de Renault Trucks.

Les véhicules de Renault Trucks font partie du groupe Volvo depuis 2001 ; l'entreprise était avant indépendante depuis sa création. En 1999, Renault Trucks ce sépare de sa branche autobus et cars et fusionne avec Fiat-Iveco pour créer Irisbus, jusqu'en 2013.

## Anciens véhicules

### Camions
| Modèles | Années | Notes | Images |
|         |        |       |        |

### Autobus
| Modèles                                | Années             | Notes | Images |
| Renault Agora S ; L                    | 1995 - 2002        | Autobus urbain et suburbain ; standard et articulé, allant de 2 à 4 portes - Moteur Diesel placé à l'arrière. Succède aux Renault PR 112 / PR 118 et R312 - Irisbus continuera la production jusqu'en 2005 puis seront remplacés par les Citelis 12 et 18.                  |        |
| Renault PR 100 PR 112 ; PR 118         | 1993 - 1999        | Autobus urbain, suburbain et périurbain ; standard et articulé, allant de 2 à 3 portes - Moteur Diesel placé à l'arrière. Succède aux Renault PR 100.2 / PR 180.2 - Ils sont remplacés par les Renault Agora S et L.                                                        |        |
| Renault PR 100 PR 120.S                | ?                  | Autobus suburbain & périurbain ; articulé de 3 portes - Moteur Diesel placé à l'arrière. Sortie en 2 exemplaires uniquement. |        |
| Renault R312                           | 1987 - 1997        | Autobus urbain et suburbain ; standard à 3 portes (2 pour la RATP) - Moteur Diesel placé à l'arrière. Succède indirectement aux Renault PR 100.2 et SC 10 R - Il est remplacé par le Renault Agora S.                                                                       |        |
| Renault PR 100 Mégabus                 | 1986 - 1989        | Autobus urbain ; bi-articulé à 4 portes - En collaboration avec Heuliez Bus - Moteur Diesel placé à l'arrière. Conçu pour être une alternative du tramway dans certaines villes, ce sera finalement que Bordeaux qui aura les 11 exemplaires - Il n'aura pas de successeur. |        |
| Renault PR 100 PR 100.2 ; PR 180.2     | 1984 - 1993        | Autobus urbain, suburbain & périurbain ; standard et articulé, allant de 2 à 3 portes - Moteur Diesel placé à l'arrière. Succède aux Renault PR 100.MI / PR 180.MIPS et SC 10 R - Ils sont remplacés par les Renault PR 112 ; PR 118.                                       |        |
| Renault PR 100 PR 100.MI ; PR 180.MIPS | 1980 - 1984        | Autobus urbain, suburbain & périurbain ; standard et articulé, allant de 2 à 3 portes - Moteur Diesel placé à l'arrière. Succède au Berliet PR 100 lancé en 1970 ; la version articulé n'a pas de prédécesseur - Ils sont remplacés par les Renault PR 100.2 / PR 180.2.    |        |
| Renault SC 10 R                        | 1980 - 1989        | Autobus urbain ; standard à 2 ou 3 portes - Moteur Diesel placé à l'avant. Succède au Saviem SC 10 lancé en 1965 - Ils sont remplacés par les Renault PR 100.2. |        |
|                                        |                    | |        |
| Renault R4201 ; R4211 ; R4231          | 1952 - 1957        | Autobus urbain à 0, 1 ou 2 agents ; standard ou standard court à 2 ou 3 portes - Moteur Diesel placé au centre. Ils sont remplacés par des bus Saviem LRS à la suite d'une fusion de plusieurs entreprises, dont la branche Renault Bus.                                    |        |
| Renault R4200 ; R4210 ; R4230          | 1950 - 1952        | Autobus urbain à 0, 1 ou 2 agents ; standard ou standard court à 2 ou 3 portes - Moteur Diesel placé au centre. Succède indirectement au Renault TN. |        |
| Renault TN TN4 ; TN6                   | 1931 - ?           | Autobus urbain à 1 ou 2 agents ; standard à 2 portes - Moteur Diesel ou gazogène placé à l'avant. Succède au Renault PN. |        |
| Renault PN                             | 1926 - 1930        | Autobus urbain à 1 ou 2 agents ; standard à 2 portes - Moteur Diesel ou gazogène placé à l'avant. Il est remplacé par les Renault TN. |        |
| Renault Type PR                        | 1926 - 1930        | Autobus urbain ; standard à 2 portes - Moteur Diesel ou gazogène placé à l'avant. |        |
| Renault PY                             | Années 1920 - 1930 | Châssis d'autobus. |        |
| ...                                    | Années 1920        | Autobus urbain |        |

### Autocars
| Modèles                                             | Années      | Notes                                      | Images |
| Renault Ares Ligne ; Excursion ; Scolaire           | 1998 - 2002 | Autocar - Moteur Diesel placé à l'arrière. |        |
| Renault Iliade                                      | 1996 - 2002 | Autocar - Moteur Diesel placé à l'arrière. |        |
| Renault Récréo                                      | 1996 - 2001 | Autocar - Moteur Diesel placé à l'arrière. |        |
| Renault Tracer Ligne ; Excursion ; Scolaire ; Ville | 1991 - 2002 | Autocar - Moteur Diesel placé au centre.   |        |
| Renault S 45 RX / S 53 RX / S 105 RX                | 1987 - 1993 | Autocar - Moteur Diesel placé au centre.   |        |
| Renault FR1                                         | 1983 - 1996 | Autocar - Moteur Diesel placé à l'arrière. |        |
| Renault E7                                          | 1980 - 1983 | Autocar - Moteur Diesel placé à l'arrière. |        |
| Renault PR 14                                       | 1979 - 1989 | Autocar - Moteur Diesel placé à l'arrière. |        |
| Renault S 45 R / S 53 R / S 105 R                   | 1977 - 1987 | Autocar - Moteur Diesel placé au centre.   |        |
|                                                     |             |                                            |        |